# Tư tưởng xã hội chủ nghĩa ở Đế quốc Nhật Bản

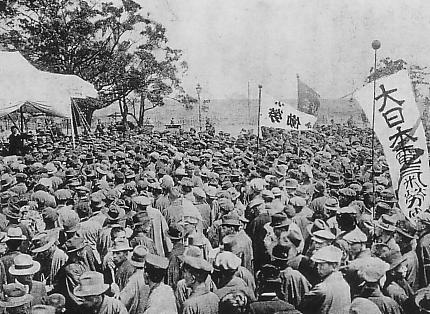
Cuộc biểu tình Ngày lao động đầu tiên ở Nhật Bản, năm 1920

Tư tưởng xã hội chủ nghĩa ở Đế quốc Nhật Bản xuất hiện trong thời kì Minh Trị (1868–1912) với sự phát triển của hàng loạt đảng phái chính trị tương đối ngắn trong đầu thời kì Chiêu Hòa. Các đảng cánh tả, dù ủng hộ chủ nghĩa xã hội, chủ nghĩa Marx hay chủ nghĩa trọng nông, đều kích động sự thù địch từ các đảng chính trị chính thống, giới đầu sỏ và cả quân đội Nhật, và nhiều đảng đã bị cấm hoạt động hoặc phải hoạt động ngầm ngay sau khi thành lập. Mặc dù đôi khi cũng giành được một ghế trong hạ viện của Quốc hội, các đảng xã hội chủ nghĩa cánh tả đóng rất ít vai trò trong chính phủ của Đế quốc.

## Sự phát triển của chính trị cánh tả
Hệ tư tưởng về chủ nghĩa xã hội được du nhập vào Nhật Bản vào đầu thời kì Minh Trị, phần lớn là thông qua các nhà truyền giáo Kitô (Cơ đốc), với quan niệm về "tình huynh đệ phổ quát" (Chủ nghĩa xã hội Kitô giáo) của họ, nhưng ít có sức hút, cho đến khi quá trình công nghiệp hóa ngày càng tăng của Nhật Bản đã tạo ra một lực lượng lao động thành thị bất mãn, trở nên dễ tiếp thu các lời kêu gọi về một sự phân phối của cải công bằng hơn, cho nhiều dịch vụ công và ít nhất là quốc hữu hóa tư liệu sản xuất.
Cuộc Vận động Dân quyền tự do (自由民権運動) ban đầu được thành lập năm 1873, cũng được coi là tiền thân của sự phát triển xã hội chủ nghĩa Nhật Bản, nhờ sự thu hút của nó đối với phong trào lao động, tư tưởng trọng nông và ủng hộ dân chủ đại nghị; tuy nhiên, người ta lại quan tâm đến sự phát triển của Hiến pháp hơn là ý thức xã hội.
Hội nghiên cứu Meirokusha (明六社 Minh lục xã), được thành lập năm 1873 cũng được coi là tiền thân của sự phát triển xã hội chủ nghĩa Nhật Bản, do sự ủng hộ của rất nhiều thành viên đối với sự thay đổi xã hội. Tuy nhiên, quan điểm chính trị của hầu hết các thành viên lại là chủ nghĩa tự do, chứ không phải là xã hội chủ nghĩa.

## Chủ nghĩa xã hội ở Đế quốc Nhật Bản
Hội Nghiên cứu Xã hội chủ nghĩa (社会主義研究会 Shakai Shugi Kenkyukai) được thành lập vào tháng 10 năm 1896, các thành viên bao gồm Abe Isoo, Kōtoku Shūsui và Katayama Sen. Hội được tổ chức lại vào năm 1901 thành đảng chính trị xã hội chủ nghĩa đầu tiên của Nhật Bản, là Xã hội Dân chủ Đảng (社会民主党 Shakai Minshu-tō). Chính phủ đã đặt đảng mới này ra ngoài vòng pháp luật hai ngày sau khi đảng thành lập.
Nhật Bản Xã hội Đảng (日本社会党 Nihon Shakai-tō) được thành lập vào ngày 28 tháng 1 năm 1906, như một liên minh đại diện cho nhiều tín ngưỡng xã hội chủ nghĩa. Phần tử cấp tiến được lãnh đạo bởi Kōtoku Shūsui, một người theo chủ nghĩa phân phối vô chính phủ, ưa thích hành động trực tiếp và các cuộc tấn công, trong khi phe ôn hòa được dẫn đầu bởi Katayama Sen và Tazoe Tatsuji, là những người ủng hộ một chương trình cải cách xã hội nhẹ nhàng. Liên minh này không ổn định, và sụp đổ chỉ sau một năm, vào ngày 22 tháng 2 năm 1907. Các phe phái khác nhau tiếp tục thành lập nhiều đảng chính trị nhỏ, tồn tại trong thời gian rất ngắn, nhiều đảng phái bị cảnh sát giám sát, rồi bị đàn áp theo Luật Duy trì Trị an (治安維持法) ngày càng hạn chế. Vụ hành quyết Kōtoku Shūsui sau Sự kiện Đại nghịch (大逆事件) năm 1911 cũng là một đòn giáng nặng nề vào phong trào xã hội chủ nghĩa thời kì đầu. Thời gian vài năm tiếp theo được gọi là "những năm mùa đông" của chủ nghĩa xã hội ở Nhật Bản vì không có hoạt động chính trị nào.
Các đảng xã hội chủ nghĩa khác bao gồm:
- Nhật Bản Lao nông Đảng (日本労農党 Nihon Rōnōtō?)  (1926–1928)
- Lao động Nông dân Đảng (労働農民党 Rōdōnōmintō?) (1926–1928)
- Xã hội Dân chủ Đảng (社会民主党 Shakai Minshutō?) (1926–1932)
- Tổng Đồng Minh (総同盟 Nihon Rōdō Sōdōmei?) (1919–1940)
- Xã hội Đại chúng Đảng (社会大衆党 Shakai Taishutō?) (1932–1940)
- Nhật Bản Vô sản Đảng (日本無産党 Nihon Musantō?) (1937)

## Chủ nghĩa xã hội dân chủ và dân chủ xã hội ở Đế quốc Nhật Bản
Những người ôn hòa ủng hộ cải cách nhẹ nhàng đã theo đuổi những nhà tư tưởng như Tatsukichi Minobe và Yoshino Sakuzō, cả hai đều là giáo sư tại Đại học Hoàng gia Tokyo. Cả hai đều cảm thấy rằng hệ thống Hoàng đế và các yếu tố quốc thể truyền thống của Nhật Bản đều rất tương thích với dân chủ và chủ nghĩa xã hội.
Yoshino tiếp tục thành lập đảng chính trị của riêng ông với sự kết hợp của chủ nghĩa xã hội Thiên chúa giáo, đạo đức công vụ của Nho giáo và chủ nghĩa hiệp đồng. Cùng với Fukuda Tokuzō ở Đại học Keio, Yoshino đã cùng với những người khác thành lập nên Reimeikai (黎明会 (Lê minh hội)), một hội "tuyên truyền tư tưởng dân chủ trong nhân dân." Hội nhóm này được thành lập nhằm tài trợ cho các bài giảng trước quần chúng. Bước đầu phong trào đã thu hút nhiều sinh viên và lãnh đạo công nhân tham gia. Đảng này sụp đổ vào năm 1920.

## Chủ nghĩa cộng sản ở Đế quốc Nhật Bản
Đảng Cộng sản Nhật Bản (日本共産党 Nippon Kyosantō) (ĐCSNB) được thành lập vào ngày 15 tháng 7 năm 1922, như một chi nhánh ngầm của Đệ Tam Quốc tế bởi một nhóm các nhà hoạt động xã hội chủ nghĩa, gồm Yamakawa Hitoshi, Arahata Kanson, Sakai Toshihiko, Tokuda Kyūichi và Nosaka Sanzō. Ngay lập tức bị đặt ngoài vòng pháp luật theo Luật Duy trì trị an, JCP phải chịu sự đàn áp của hiến binh và cảnh sát.

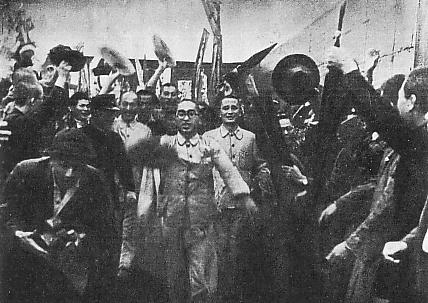
Trả tự do cho các Đảng viên Cộng sản khỏi nhà tù, năm 1945.

Đảng do Yamakawa Hitoshi thống trị trong những năm đầu thành lập, nhưng Yamakawa đã chính thức giải thể đảng vào năm 1924, nói rằng thời điểm ấy không thích hợp cho một đảng cộng sản ở Nhật Bản. Cũng trong năm 1924, Fukumoto Kazuo trở về nước sau thời gian nghiên cứu chủ nghĩa Mác ở Đức và Pháp, đã công kích gay gắt đường lối tiếp cận của Yamakawa, với lí do cần phải thành lập một đảng tiên phong theo mô hình chủ nghĩa Lenin. Ông chủ trì việc tái lập ĐCSNB vào năm 1926. Sự khác biệt giữa Yamakawa và Fukumoto là cả về lí thuyết lẫn thực tiễn, vì Yamakawa muốn tránh thảo luận về hệ thống Thiên hoàng và có hay không việc nó đại diện cho chế độ phong kiến (như Đệ Tam Quốc tế và Fukumoto nghĩ), hoặc là nó cũng chẳng khác gì Chế độ quân chủ Anh như Yamakawa đã duy trì.
Vào ngày 15 tháng 7 năm 1927, Đệ Tam Quốc tế đưa ra một luận điểm công kích cả Yamakawa và Fukumoto, yêu cầu đảng này phấn đấu cho một cuộc cách mạng hai giai đoạn ngay lập tức, nhằm lật đổ chính phủ Nhật Bản, đặc biệt là chế độ Thiên hoàng và Quốc hội Nhật Bản, phân phối lại của cải và cả chính sách thuận lợi với Liên Xô.
Trong Sự kiện ngày 15 tháng Ba năm 1928 và Sự kiện ngày 16 tháng Tư năm 1929, hàng ngàn người bị tình nghi là cộng sản đã bị bắt giữ trên toàn quốc. Trong một phiên tòa mở đặc biệt của Sở Tài phán Địa phương Tokyo (東京地方裁判所) trong 108 phiên từ ngày 25 tháng 6 năm 1931 đến ngày 2 tháng 7 năm 1932, khoảng 300 thành viên của ĐCSNB đã bị kết án. Phiên tòa được Bộ Nội vụ (Nhật Bản) dàn dựng cẩn thận nhằm vạch trần hoạt động bên trong của ĐCSNB, cũng như chiến lược phá hoại trật tự chính trị hiện có của tổ chức này. Tất cả các bị cáo đều bị tuyên có tội và bị tuyên các bản án rất nghiêm khắc, nhưng những người công khai sẽ chuyển hướng (転向 tenkō) tư tưởng cộng sản của họ và những ai đồng ý cải tạo sẽ được giảm nhiều mức án.
Năm 1931, ĐCSNB ngầm đưa ra một luận điểm mới, kêu gọi cách mạng xã hội chủ nghĩa ngay lập tức. Cách tiếp cận cấp tiến này đã dẫn đến sự rạn nứt của ban lãnh đạo ĐCSNB, dẫn đến sự tấn công từ các nhà dân chủ xã hội và thêm sự đàn áp từ chính phủ. Không có viện trợ nước ngoài từ Đệ Tam Quốc tế (ĐCSNB bị các đối tác Liên Xô nghi ngờ là bị lây nhiễm chủ nghĩa Trotsky), phong trào cộng sản Nhật Bản hầu như không còn tồn tại sau năm 1935 sau những vụ bắt giữ lãnh đạo và giải tán hàng loạt tổ chức ủng hộ. Đảng phái này không được phép tái lập cho đến sau chiến tranh.